# La☆BlueGirl
『La☆BlueGirl』（ラ・ブルー・ガール）は、前田俊夫による日本の成人向け漫画。リイド社の月刊漫画雑誌「コミックジャックポット」に掲載されていた。

## 概要
単行本はリイド社のSPコミックスおよびシュベール出版のシュベールコミックスで刊行された。リイド社版は『La☆BlueGirl』のタイトルで全2巻、シュベール社版は『ラ・ブルー・ガール』のタイトルで全4巻となっており、ストーリー的にはリイド社版からシュベール社版へと続くようになっている。また、単行本未収録のエピソードも存在する。
『うろつき童子』『妖獣教室』など他の前田作品と同様、触手責めのシーンが散見され、ユーモアと触手というジャンルの自己パロディも含んでいる。
1992年に『淫獣学園 La☆BlueGirl』（いんじゅうがくえん ラ・ブルー・ガール）のタイトルでアダルトアニメとしてOVA化されて以降は『淫獣学園』がシリーズ名として用いられるようになり、4シリーズ全14巻のヒット作となった。アダルトアニメ版のフィルムコミック、実写アダルトビデオ版（全3話）、イラスト集、アダルトゲーム版などもリリースされた。
アダルトアニメ版タイトルに「学園」がついているものの、主人公のくノ一の少女・美童巫女が通学する学校はそれほど重要な舞台として描写されてはおらず、平行世界（パラレルワールド）である「色魔淫界」と呼ばれる異界が主な舞台である。人間界と色魔淫界で、くノ一の巫女が敵の忍者集団や「色魔」などの異界の魔物たちを相手に、「淫術」を駆使したエロティックなバトルを展開する。

## あらすじ
さまざまな忍者集団の争いの中、少女のくノ一美童 巫女は、修行中の身にして弥勒衆の次期リーダーと目されている。この忍者集団は堕落した魔物である色魔を用いた忍術を行うが、何者かが弥勒衆に力を与える淫籠を盗んだため、色魔が暴れ出す。巫女は色魔を止めて世界を救うために性術を用いて戦うのであった。

## 登場人物
特筆なき場合、声はアニメ第3シリーズ『淫獣学園EX』で確認できるクレジット表記に基づく。

### 主人公とその従者
美童巫女（原作・実写版ではびどう みこ、アニメ版ではみどう みこ）
声 - 阿久津マリ（EXまで）
身長158cm。スリーサイズ - B87/W56/H80。年齢 - 16歳。
この作品の主人公であるくノ一の美少女。弥勒衆第14代当主。姫乃木学園に通う女子高生。ポニーテールとそれを結んでいる大きなリボンが特徴。聖亜マンション901号室に姉と二人暮らし。人間の女性・美童真利亜と色魔大王・青鬼魔との間に生まれた。
人間と変わらぬ姿をしているが、色魔の血が流れている半魔人のために血の色は青い。本人曰く「フツーの女子高生になりたい」とのことだが、その出自ゆえに鈴鹿衆の忍者や色魔などに襲われることとなる。髪のリボンをほどくことで半魔人の力が解放され、弥勒奥義「人間竜巻」（OVAでは「青い竜巻」）を使えるようになる。
にん忍 / ニン忍
声 - 勝家和弥
小柄な忍者で、巫女の部下。スケベ。頭巾から覗く部分が黒い影となっていて、丸い目が黄色く光っている。巫女のことは「巫女しゃま」と呼び、語尾に「～だみゃ」と付けて話す。「みゃあ！」という声を発することも。
最終回では複数体登場している。色魔の子だくさん一族の一人であり、ある時期を境に急激に成長することで小忍者として使えなくなるため、次の一人と交代することになることが判明した。なお交代の際には成長を遂げたニン忍と次の一人が額を突き合わせることで記憶の引き継ぎが行われるので、新しいにん忍は先代同様に巫女の部下として行動できる。
OVAでは急成長を遂げる描写や複数体登場する描写はない。

### 弥勒衆
美童もも
美童姉妹の祖母で、巫女を忍者として育てた。作中の時点では故人であり、美童家と色魔淫界のつながりを教えようとしたところで心臓発作を起こして死んだことが回想シーンで描写されている。またこの時の手違いで約定により本来弥勒衆を助ける色魔衆が巫女を襲うきっかけを作ってしまい、成仏できなかった。その後巫女の窮地を救うべく幽霊となって登場し、鈴鹿衆の忍者を相手に戦った。
OVAではこのシーンを巫女の回想として描かず、弥勒衆の持つ淫籠を狙う鈴鹿衆の刺客との戦いの最中に生じた心臓発作で反応が遅れ、刺客の刃を受けて死亡したという描写になっている。死後は歓喜仏といわれる仏像に魂を宿しており、これをさすると生前の姿が映し出されたほか、第2巻では囚われの身となっていた巫女の姉・みゆの肉体を一時的に借りて巫女に秘められた半魔人の力を開放させた。復活篇第2巻でも、歓喜仏を通じて「淫術の限りを尽くせ」と巫女に語りかけた。
夜久（やく）
声 - 浅倉舞（3、4巻）、尾崎聖子（EXから）
弥勒衆のひとりで、隠れ里で暮らしている。巨乳で、ヘアスタイルはセミショートヘアのツインテール。満月の夜になると狼に変身する、人狼である。犬のように鋭い嗅覚を持つ。
弥勒衆に伝わる秘宝「ジパング」が奪われたために、それを取り戻すべき巫女と行動を共にすることとなる。「ジパング」の行方を追う途中で出会った田舎の暴走族のハマーと恋仲になり、激しいセックスをするなど、性に対して奔放な面も。体の疼きを鎮めるために巫女とレズプレイをしたこともある。
OVAでは第3巻で初登場。ヘアスタイルは緑色のセミショートヘアで黄色いリボンを結んでいる。巫女が弥勒衆の里へ来る途中で出会う。『真・淫獣学園』には登場せず、『EX』第3巻で再登場を果たす。色魔淫界の異変を知り、巫女たちのもとへ駆けつけた。
迦美里（カミリ）
弥勒衆の隠れ里の淫術指南役。夜久の師匠。敵対する鈴鹿衆の傀儡面と恋に落ちたことで里を追われるが、弥勒衆に伝わる妖剣「ジパング」を奪い、遂にはジパングと一体化して巫女達を苦しめた。
OVA版では傀儡面との恋に落ちたことで、「仕置き棒」というトゲのついた棒を陰部に挿入されるという責め苦を受けており、弥勒衆に復讐しようと企む。原作と異なり、傀儡面と共に死亡している。　

### 色魔淫界
青鬼魔 / 色魔大王
声 - 山川浩二
巫女の父で、色魔淫界の王。魔人の大男で巨根のため、淫術で相当に女陰を鍛えた女性でなければ交わることもままならない。色魔淫界の王となったことで1000年の寿命を得た。
OVA『EX』で400年前に色魔大王となったことや姉に御色姫がいること、彼女が戦国武将の松永久秀に輿入れしたことなどが明かされ、これらの描写から少なくともOVA版での年齢は400歳以上であることが明らかとなっている。
美童真利亜
声 - 築山真由子
巫女とみゆの母。弥勒衆のくの一だった。結婚してみゆを産んだが、夫に死別される。その後、色魔の長・青鬼魔と結ばれたことで巫女を産む。巫女が色魔の姿ではなく人間の姿であったことから娘二人を人間界に残し、色魔淫界で青鬼魔と共に暮らすことを選んだ。色魔淫界の霊力を受けていることで美貌を保っている。
原作・アニメともにみゆを産んだ後、青鬼魔と出会って結ばれるまでの経緯が描かれておらず、謎のままである。OVAでは人間界を離れて色魔淫界で暮らしている理由が自分を襲った鈴鹿衆の忍者との間にみゆを宿したために里を追われたとされた。またOVAではしばしば囚われの身となり、淫獣などから性的凌辱を受ける場面が描かれている。

### その他
美童みゆ
声 - 朝岡実嶺（1、2巻）
巫女の姉。職業はアダルトビデオメーカーの社長兼監督で、撮影に妹の巫女を使うこともある。巫女をAV女優としてデビューさせ、さらにアイドルとしてデビューさせようという野望を持っている。巫女とは異父姉妹で半魔人の巫女とは異なり、完全な人間である。忍者の才能がなかったためにくの一としての修業を受けていない。
OVAでは女優の仕事をしている。原作同様に異父姉妹だが、みゆは真利亜と彼女を襲った鈴鹿衆の忍者との間に生まれた子と設定された。くの一としての修業を受けていなかった理由もその出自ゆえに弥勒衆の後継者にはなれなかったためとされている。第2巻では鈴鹿衆の忍者・蘭丸の淫術で籠絡され、術が解けた後も惹かれていた。その様子から母の真利亜は「同じ鈴鹿衆の血が流れているからでは」と推測した。『復活篇』で再登場したもののキャストは変更された。
実写版では巫女と同じく忍者となっている。第1巻で巫女と一緒に色魔のハンザキを倒そうとして凌辱され、巫女の手でハンザキは倒されたもののその子を宿してしまう。第2巻でミヤビという娘を産むが、巫女に娘のことを託して息を引き取った。第3巻は巫女の回想で登場。
おばば
声 - 枝島光子
ももの知人。キセルを愛用しており、雑貨屋を経営している。アニメでは『真』より登場。
甲斐吹雪（かい ふぶき）
声 - 八神恭子
巫女が最後に戦った敵。忍術オタクで忍術を極めようと研究していくうちに淫術の存在を知り、その使い手である巫女を倒せばくノ一の頂点に立てると考えた吹雪は巫女をライバル視し、弥勒衆頭目の座を巡って巫女と淫術合戦を繰り広げるも敗北。その後、巫女が色魔大王・青鬼魔の娘であることを知り、仲間になる。その淫術の技量を色魔大王に評価され、色魔となる儀式（アニメ版では「青き血の儀式」と青鬼魔が呼称）を経て色魔の肉体を得たことにより、人間の姿から色魔の姿となった。人間の姿に戻るときは丹田から空気を思い切り吐き出せば戻ることができるが、人間態でいられる時間は1日10分間のみ。色魔の姿が醜悪なためにそれを知った吹雪は「一生の終わり」と嘆いたが、青鬼魔から「人間態を維持するには2日に一度巫女の吐く息を吸えばいい」という解決法を教えてもらった際には安堵し、それまで敵視していた巫女に対しても態度を一変させフレンドリーになった。
OVAでは『真・淫獣学園』より登場。原作ではショートカットのボーイッシュな容姿だったが、OVAでは金髪のソバージュで腰近くまで髪を伸ばしている。原作では吹雪の出るエピソードが最後となっているが、プロデューサーの清水修によれば「（『真』の）最後（のエピソードにする）には弱い」との判断で帝釈天の登場するエピソードを後に持っていく形となり、アニメオリジナルの「EX」および「復活篇」では巫女の仲間として登場することとなった。また、スーパーバイザーDr.POCHIの「これからは貧乳が来る」との意向で貧乳となり、『EX』では巨乳の夜久と張り合う場面も描かれている。巫女との初対面は、原作では巫女の姉のみゆが撮影しているアダルトビデオの現場でのAV女優としてで、OVAでは巫女が通っている姫乃木学園に転校生としてやって来たことである。また、色魔の肉体を得たとはいえ普段は人間の姿であり、色魔の姿には任意に変身可能という設定のため、ずっと色魔の姿でいることを嘆いたりするシーンなどはない。

### OVA版オリジナルキャラクター
蘭丸、菩薩
鈴鹿衆の兄妹忍者。第2巻で登場。
蘭丸は男の姿を装っているが、実は両性具有。女性のような容姿をしていて胸もある。菩薩は蘭丸の妹。
松永秀正
声 - 伊達慎二
『淫獣学園EX』にて、巫女が出会い、一目ぼれした青年。松永久秀の遠い子孫。
雁魔羅狂屍郎
声 - 伊達慎二
『淫獣学園EX』に登場。400年前に死んだ武将。松永久秀と青鬼魔の姉・御色姫との間に生まれたため、血縁上は巫女の従兄弟に当たる。父・久秀の謀略により亡き者にされるが、自身と瓜二つの青年・松永秀正の肉体を得て現代に魔物としてよみがえった。
名前は眠狂四郎から。容姿や服装は天草四郎時貞がモデルとなっている。
遮那姫
声 - 飯島早紀
『淫獣学園EX』に登場。狂屍郎の許嫁だった色魔。死を経て現代に怨霊としてよみがえった。
香菜子
『淫獣学園 復活篇』に登場した、看護学校の生徒。巫女に憧れており、レズっ気がある。
胡蝶
『淫獣学園 復活篇』にて登場。まほろば衆党首。
真帆
『淫獣学園 復活篇』にて登場。巫女のクラスメートである瑠璃の兄。

## 舞台

### 人間界
姫乃木学園
主人公の巫女が通っている女子高。原作での巫女は、一時忍者としての修業のため地方の学校に転校している。OVAでの巫女は、一貫して姫乃木学園の生徒として描かれ、転校の描写はない。
リイド社版第2巻では色魔と鈴鹿衆入り乱れての乱戦となった。OVA2巻では無数の色魔が襲来し、校内は一時騒然となっている。

### 平行世界
色魔淫界
色魔と呼ばれる魔物達が暮らす平行世界。すべての色魔は性に飢えており、その長が巫女の父親の青鬼魔である。色魔淫界に行きたければ性的な儀式をしなければならない。その方法とは若い童貞の男の精をじかに飲んでから子の刻北の方角へ股を向け、「色魔」と詠唱しながら手淫を行うというものである。巫女は幼馴染の神人に協力してもらってその精を飲んでから自慰をして色魔淫界へに向かった。OVAでは巫女は「フェラできない」と言って童貞の男の精を飲む代わりに催淫薬を飲んで手淫を行っている。手淫によりエクスタシーを得ると超空間にワープ、超空間を抜けると色魔淫界に入ることができる。
人間界に戻るときは、青鬼魔曰く「色魔衆の死骸の一部を用いて南東の方角に向かい、一緒に連れて帰りたい者たちの前で絶頂に達しろ」とのことで、巫女は救出しに行った白石先生とのレズプレイで絶頂に達したことで人間界に戻ることができた。OVAでは絶頂に達して人間界に戻る描写はない。
哺乳動物の体内のような有機的な空間であり、色魔淫界自体が霊力を持った生き物である。この霊力により、巫女の母・真利亜はいつまでも美貌を保っている。

## 書誌情報
リイド社版
- 『La☆BlueGirl』リイド社<SPコミックス>、全2巻

1. 宿命編 1989年12月発売 ISBN 978-4845805280
2. 変幻編 1990年12月発売 ISBN 978-4845805297

シュベール出版社版
- 『ラ・ブルー・ガール』シュベール出版社<シュベールコミックス>、全4巻

1. 妖怪編 1992年5月21日発売 ISBN 978-4915858284
2. 淫影編 1992年6月19日発売 ISBN 978-4915858314
3. 外伝編 1993年2月05日発売 ISBN 978-4915858574
4. 美獣編 1993年3月08日発売 ISBN 978-4915858611

## OVA
『淫獣学園』のタイトルでアニメ化され、本作のヒットでタイトルに「淫獣」とついた触手凌辱の描写のある作品が多数制作されるようになった。なお「淫獣学園」というタイトル自体は1985年9月にミリオン出版より発売された蘭光生の官能小説（ISBN 978-4886726384）ですでに用いられているので、本作で初めて使用されたわけではない。エロ劇画となっている原作とは異なり、絵柄がアニメファンの嗜好に合わせたものになっているほか、キャラクター設定やストーリーなどに相違点が見られる。
1992年6月発売の第1巻『淫獣学園 La☆BlueGirl』から1996年11月8日発売の『淫獣学園EX4 La☆BlueGirl 哀恋輪廻篇』までが大映のdezレーベルで発売され、『哀恋輪廻篇』でシリーズは一旦終了となった。『真』までは原作のエピソードを元に映像化していたが、『EX』以降はオリジナルストーリーとなっている。
21世紀に入り『淫獣学園 La☆BlueGirl 復活篇』として復活。『復活篇』はグリーンバニーからの発売となっている。『復活篇』ではキャラクターデザインや色設定などが変更されるとともに、主人公の巫女役の声優も変更され、セル画からフルデジタル制作となっている。
イギリスでは全英映像等級審査機構 により、現地においてこのシリーズのOVAをビデオとして販売するための許可証を発行することを拒否されている。

### 制作
第1巻はエム・ティ・ヴィによってアニメ制作が行われた。キャラクターデザイン初挑戦となるよしもときんじはスタッフとして参加する際、『うろつき童子』『妖獣教室』などの前田俊夫作品が先にアニメ化されていたことから、自分がやる意味があるのかと悩んだが「何もかも任せてもらえるなら」ということで参加を決めたという。よしもと曰く「キャラクターをライトでアニメっぽくする」方向でキャラクターデザインを行うものの、メーカー側からは「原作どおりにやりたい」と言われる。だがよしもとは最初の約束を盾に取ってその要望を意地でも通さず、結局3カ月程度の期間を経てようやくOKが出たという。こうして絵コンテの作業に入り、なんとかまとめたもののアニメ制作会社が倒産となってしまった。よしもとはイニチアシブが取れなくなったことから第1巻の途中で降板し、結局キャラクターデザインと絵コンテでの参加に留まった。よしもとにとっては不完全燃焼で終わったとの思いがあり「もう一度自分の解釈でやってみたい」と述べている。
上記のとおりアニメ制作会社のエム・ティ・ヴィが倒産したことから、第2巻の途中からスタジオ旗艦が制作することとなった。制作はスタジオ旗艦からアームスとして分社化される前のスタッフにより行われ、アームス取締役の清水修によれば「当時仕事がなかったことから、他社が投げ出したのを途中から引き受けた」という。アームスの所属アニメーター・りんしんはこの第2巻で初めて作画監督を担当したが、りんによれば「当初は作画監督を担当する予定はなく、韓国に行って2週間、日本国内で3週間かけて原画を描き直した」とのことで、前の制作会社の韓国のスタッフが描いた原画については全部破って捨て、ヒイヒイ言いながら作ったという。第2巻の制作に関しては他のスタッフも清水によれば「キレる寸前までいった」とのことであり、こうした紆余曲折を経て完全にスタジオ旗艦制作となるのは第3巻からである。「EX」からはアームス制作だがダンディライオン名義であり、アームスと正式にクレジット表記されたのは『復活篇』になってからであった。

### スタッフ

#### 大映版
- キャラクターデザイン：※1よしもときんじ（1※2）、りんしん（3以降）
- 監督：北川雷三（1）、※3ふくもとかん（2、3、真1、EX）、柳風臨応（4、真2）
- アニメーション制作：エム・ティ・ヴィ（1のみ※2）、スタジオ旗艦（3から真まで）、ダンディライオン（現：アームス、EXから※4）
- 製作：大映映像株式会社
- プロデューサー：ラッシャー池田（1、2）、宮前太郎（1）、槙賢人（2から）、スモーリー和泉（3から、EXでは和泉朱森名義）
- 制作担当：スモーリー和泉（2） 、※5ジャイアント清水（2 - 真まで）、 鈴木正則（EX）
- 企画・製作（3から）：ラッシャー池田
- 原作：前田俊夫
- 脚本：一柳めぐみ
- 音楽：高浜輝夫
- 音響監督：黛計
- 編集：松尾編集（1）→ 井上編集（2から、EXでのクレジット表記は井上編集室）

補足事項
※1.第1巻で絵コンテ、演出でもクレジットされているが、実際には演出を担当していない。関連書籍『淫獣学園 ［陽の章］シークレットファイル』P78でよしもと自身が証言している。
※2.第2巻のVHS・LDのパッケージ上ではスタッフ表記でクレジットされているものの、エンドロールにはクレジットされていない。
※3.第4巻では監修としてクレジット。
※4.第1シリーズと第2シリーズはスタジオ旗艦から分社され1996年にアームスが設立される前の作品だが、第1シリーズ第2巻から実質的にアームスのスタッフで制作されていたことから、リニューアルされる前のアームスのホームページでは第1シリーズと第2シリーズも過去に制作した作品として扱われている。
※5.アームス取締役・清水修のこと。『淫獣学園 ［陽の章］シークレットファイル』P80 ― P84にかけてのスタッフインタビューでふくもとかん、りんしんとともに清水P（プロデューサー）としてインタビューを受けている。　

#### グリーンバニー版（復活篇）
- 原作：前田俊夫
- 企画・製作：ラッシャー池田（企画）、金木怪男（製作）
- 監修：ふくもとかん（1）
- 監督：小川浩（1）、藤本義孝（2から）
- 絵コンテ：さきさかみずき（1、2）、藤本義孝（3、4）
- 脚本：一柳めぐみ
- キャラクターデザイン：りんしん、きしもとせいじ
- プロデューサー：雅太郎、越中おさむ
- 編集：田熊純
- 音響監督：吉田知弘
- 音楽：高浜輝夫
- アニメーション制作：アームス
- 製作：グリーンバニー

### 作品リスト
淫獣学園
| タイトル                           | VHS発売日       | 作画監督            | 美術監督        |
| ---------------------------------- | --------------- | ------------------- | --------------- |
| 淫獣学園 La☆BlueGirl               | 1992年 06月26日 | ビビンバ・三宅      | 朴明植          |
| 淫獣学園2 La☆BlueGirl              | 12月11日        | りんしん            | 朴明植          |
| 淫獣学園3 La☆BlueGirl 色魔殺界の章 | 1993年 06月05日 | たきたろう          | 中山益男        |
| 淫獣学園4 La☆BlueGirl 妖刀淫界の章 | 07月09日        | りんしん たきたろう | 朴明植 中山益男 |

真・淫獣学園
| タイトル                       | VHS発売日      | 作画監督 | 美術監督 |
| ------------------------------ | -------------- | -------- | -------- |
| 真・淫獣学園 La☆BlueGirl       | 1994年 1月28日 | りんしん | 中山益男 |
| 真・淫獣学園2 La☆BlueGirl 前篇 | 2月25日        | 南野洋平 | 苫村竜   |
| 真・淫獣学園2 La☆BlueGirl 後編 | 3月25日        | 南野洋平 | 苫村竜   |

淫獣学園EX
| タイトル                            | VHS発売日       | 作画監督   | 美術監督 |
| ----------------------------------- | --------------- | ---------- | -------- |
| 淫獣学園EX La☆BlueGirl 初恋裏色魔篇 | 1996年 07月26日 | りんしん   | 常盤庄司 |
| 淫獣学園EX2 La☆BlueGirl 妖恋呪縛篇  | 08月23日        | 大塚あきら | 常盤庄司 |
| 淫獣学園EX3 La☆BlueGirl 邪恋地獄篇  | 10月11日        | りんしん   | 常盤庄司 |
| 淫獣学園EX4 La☆BlueGirl 哀恋輪廻篇  | 11月08日        | 大塚あきら | 常盤庄司 |

淫獣学園 La☆BlueGirl 復活篇
| タイトル                            | VHS発売日      | 作画監督 | 美術監督 |
| ----------------------------------- | -------------- | -------- | -------- |
| 淫獣学園 La☆Blue Girl 復活篇 第一章 | 2001年 5月25日 | 岸本斉司 | 朴明植   |
| 淫獣学園 La☆Blue Girl 復活篇 第二章 | 8月25日        | 隼鷹榛名 | 朴明植   |
| 淫獣学園 La☆Blue Girl 復活篇 第三章 | 2002年 1月25日 | 隼鷹榛名 | 朴明植   |
| 淫獣学園 La☆Blue Girl 復活篇 第四章 | 5月25日        | 隼鷹榛名 | 朴明植   |

### 主題歌
いずれもエンディングテーマ曲となっており、4曲とも作曲・編曲を高浜輝夫が担当している。
Good-by Lonely Day
Lost LOVE
2曲ともに、歌・作詞：松崎厚美。
「Good-by Lonely Day」は『淫獣学園』第1巻、第2巻エンディングテーマ曲でメインテーマ曲のメロディに歌詞をつけたもの。
「Lost LOVE」は『淫獣学園』第3巻、第4巻エンディングテーマ曲。
運命のpage
Bussiness Boy
2曲ともに、歌・作詞：野口典子。
「運命のpage」は『真・淫獣学園』エンディングテーマ曲。「Bussiness Boy」は『淫獣学園EX』エンディングテーマ曲。

### 関連書籍

#### 小説
第1シリーズ『淫獣学園』と『淫獣学園EX』が、ワコー出版のJoyMateシリーズのレーベルで小説化されている。いずれも原案：前田俊夫、著：やまとゆう となっている。著者のやまとゆうは『EX』までの脚本を担当した一柳めぐみである。
- 淫獣学園 La BlueGirl - 1995年9月発売。ISBN 978-4948732247
- 淫獣学園2 La Blue Girl - 1996年5月発売。ISBN 978-4948732407
- 淫獣学園EX La BlueGirl 初恋裏色魔篇 - 1996年12月発売。ISBN 978-4948732605
- 淫獣学園EX2 La BlueGirl 邪恋地獄篇 - 1997年1月発売。ISBN 978-4948732612

#### ムック
徳間書店 トクマコミックスペシャル
- 淫獣学園 La BlueGirl フィルムグラフィティー 1994年6月30日発売。ISBN 4-19-780006-1
  - 第1シリーズ『淫獣学園』を取り上げている。

蒼竜社 プラザムック
- 淫獣学園 ［陰の章］シークレットファイル 1998年11月15日発売。ISBN 4-88386-009-4
  - 『淫獣学園』『真・淫獣学園』を主に取り上げている。折込みピンナップの裏側はよしもときんじ書き下ろしによる巫女が描かれている。このほか、脚本を担当した一柳めぐみによるサイドストーリー「美童巫女 淫術番外控 触手ワラシの巻 ~巻の表~」が収録されている。
- 淫獣学園 ［陽の章］シークレットファイル 1999年1月25日発売。ISBN 4-88386-010-8
  - 『淫獣学園EX』を主に取り上げている。［陰の章］と同じく、折込みピンナップが付属。このほかによしもときんじ、ふくもとかん、りんしん、清水修、一柳めぐみへのスタッフインタビューに加え、サイドストーリー「美童巫女 淫術番外控 触手ワラシの巻 ~巻の裏~」が収録されている。

## 実写版
『実写版 淫獣学園』のタイトルで氷高小夜主演の特撮オリジナルビデオとして映像化。SFXなどの特撮技術を用いて触手凌辱を再現している。アダルトアニメ版と同じく、大映のdezレーベルで発売されR指定版と18禁版がそれぞれ存在する。当時の深夜番組『ギルガメッシュないと』に出演していた人気AV女優を多数起用しているほか、同番組の司会を務めていた岩本恭生も敵側のボスとして出演している。 
第1巻は1995年2月24日に発売。第2巻と第3巻は同時進行で制作され、第2巻が1996年2月23日に、第3巻が同年4月26日発売となっている。原作やアニメとは異なり巫女は色魔大王の娘という設定がなく、姉のみゆもまた忍者であること、ニン忍が登場しない、色魔は人間にとって仇をなす存在であり、弥勒衆の忍者は代々色魔を封印することが使命となっている、などの相違点がある。
- 実写版 淫獣学園 色魔界の逆襲
  - 周囲で起こる女性の連続殺人事件に色魔の気配を感じた忍者の美童姉妹と、水の色魔「ハンザキ」との戦いを描いている。コミカルな描写は抑えられ、ホラー色を打ち出すことで色魔を都会の闇に潜む魔物として描写している。
- 実写版 淫獣学園2 魔性の娘（こ）誕生 
  - 第2巻から監督が変更されよりエロティックな作風になった。巫女のくの一装束もTバックビキニと網タイツから黒のレオタードに変更されている。巫女側は夜久以外にもオリジナルキャラクターとして姫露が登場。姉のみゆ役は変更され、みゆと淫獣ハンザキとの間に生まれた子供・ミヤビが登場。ミヤビと巫女の学友である美咲と静は色魔にさらわれ、その手先となってしまう。
- 実写版 淫獣学園3　くノ一狩り
  - シリーズ最終巻。ミヤビを受胎させ、再びこの世に生まれ出ようとする色魔と巫女達のラストバトルを描く。巫女側は新たに雅鬼、星亜、風花が登場し『スーパー戦隊シリーズ』のようなくの一グループとなった。第2巻でミヤビを産んで死亡したみゆ役の中原美佑と、淫獣との戦いで死亡した姫露役の立原貴美は回想シーンでの登場にとどまっている。

キャスト
- 美童巫女：氷高小夜
- 美童みゆ：高橋めぐみ（1）、中原美佑（2、3）
- 夜久：観月沙織里（2、3）
- 姫露：立原貴美（2、3）
- 風花：栗田もも（3）
- 雅鬼：日吉亜衣（3）
- 星亜：可愛ゆう（3）
- 色魔：岩本恭生（2、3）
- ミヤビ:城麻美（2、3）
- 黒岩：柳田よしたか（2、3）
- 長瀬：田口洋（2、3）
- 美咲：麻宮淳子
- 静：西田ももこ
- ハンザキ：軍司眞人（1）
- カップルの女：水野さやか（1）

スタッフ
- 監督：小林要（1）、 倉本薫（2・3）
- 製作：久里謙介、ラッシャー池田
- 脚本：小林要（1）、阿代幸四郎（1）、倉本薫（2・3）、津村エリ（2・3）
- 撮影：栢野直樹
- 音楽：八代康司、石上保